# Joanna Gruesome
Joanna Gruesome je velšská rocková hudební skupina z Cardiffu. Svůj název si zvolila podle americké harfenistky Joanny Newsom. Po vydání několika extended play a singlů vydala v roce 2013 svou první dlouhohrající desku s názvem Weird Sister. Albu se dostalo pozitivního příjetí od kritiků a získalo rovněž cenu Welsh Music Prize. Druhé album Peanut Butter vydali v roce 2015. I to bylo, tentokrát však neúspěšně, nominováno na Welsh Music Prize. Původně v čele skupiny stála Alanna McArdle. Tu v roce 2015 nahradila Kate Stonestreet.